# 世田谷区立船橋小学校
世田谷区立船橋小学校（せたがやくりつ ふなばししょうがっこう）は、東京都世田谷区船橋4丁目にある区立小学校。本校と区立船橋希望中学校・区立希望丘小学校・千歳台小学校・区立希望丘保育園・もみの木保育園希望丘・ひだまり保育園・キッズスマイル世田谷千歳台の8校園で、船橋希望学舎を構成する。

## 沿革
- 1958年（昭和33年）11月15日 - （仮称）船橋小学校起工式。
- 1959年（昭和34年）4月1日 - 塚戸小学校分校として発足。
- 1960年（昭和35年）4月1日 - 世田谷区立船橋小学校として、塚戸小学校から独立。
- 1961年（昭和36年）
  - 3月10日 - 開校記念式典挙行。
  - 6月29日 - この日（6月29日）を開校記念日と定める。
- 1962年（昭和37年）3月3日 - 校歌・校旗・校章を制定。
- 1970年（昭和45年）3月7日 - 創立10周年記念式典挙行。
- 1971年（昭和46年）1月26日 - 新校舎竣工式挙行。
- 1979年（昭和54年）2月6日 - 情緒障害学級開設。
- 1980年（昭和55年）11月21日 - 創立20周年記念式典挙行。
- 1990年（平成2年）12月8日 - 創立30周年記念式典挙行。
- 2000年（平成12年）10月20日 - 創立40周年記念式典挙行。
- 2004年（平成16年）8月31日 - 新校舎完成。
- 2006年（平成18年）
  - 3月1日 - 体育館完成。
  - 6月23日 - 新校舎落成記念式典挙行。
- 2008年（平成20年）4月1日 - 地域運営学校に指定。
- 2010年（平成22年）11月20日 - 創立50周年記念式典挙行。
- 2015年（平成27年）4月1日 - 東京都「オリンピック・パラリンピック教育推進校」指定。
- 2017年（平成29年）
  - 4月1日 - 学校支援地域本部設置。
  - 7月20日 - 増築棟工事開始。
- 2019年（平成31年）2月28日 - 増築棟完成。
- 2020年（令和2年）11月28日 - 開校60周年記念式典挙行。
- 2021年（令和3年）4月1日 - 自閉症・情緒障害等特別支援学級「おおぞら学級」開設。

## 教育目標
- ともに学ぶ船橋の子
- 自分を高める船橋の子
- ことばを大切にする船橋の子
- 地域を愛する船橋の子

## 学区
出典
- 千歳台1丁目（22番～26番・33番～41番）
- 船橋1丁目（全域）
- 船橋2丁目（全域）
- 船橋3丁目（1番～20番）
- 船橋4丁目（20番～43番）

## 進学先中学校
出典
- 世田谷区立船橋希望中学校

## 交通アクセス
- 小田急バス「梅01」・「経01」の各系統で、「船橋小学校前」停留所下車。。
  - ただし、「船橋小学校前」停留所は、千歳船橋駅行の片方向のバスのみ停車。逆方向の千歳船橋駅からは、先述の「梅01」・「経01」の各系統に加え、「歳22」・「歳24」の各系統で、「成城警察署前」停留所か、「千歳台三丁目」停留所下車後、徒歩。
- 小田急電鉄小田原線千歳船橋駅（北口）から、
  - 上述の小田急バスを利用し、「成城警察署前」停留所か、「千歳台三丁目」停留所下車後、徒歩。
  - 徒歩約1.1km・約17分。

## 周辺
- 東京都船橋倉庫 - 敷地が隣接。
- 東京都道311号環状八号線（環八通り）
- 神明神社 - 敷地が隣接
- 宝性寺
- セントラルウェルネスタウン成城 - 環八通りをはさんで、敷地が隣接。
- 警視庁成城警察署本署
- 社会福祉法人東京有隣会
  - 有隣病院
  - 特別養護老人ホーム有隣ホーム
  - 特別養護老人ホーム第2有隣ホーム
  - 有隣ケアセンター
- このほか、中小規模の公園があるほか、環八通りの東側には、中小規模のマンション・アパートなどの住宅が広がっている。さらに、環八通り沿いには、上述の「セントラルウェルネスタウン成城」以外のロードサイド店も点在する。